# Boťany
Boťany (maďarsky Battyán) jsou obec na Slovensku v okrese Trebišov. V obci je základní škola s vyučovacím jazykom maďarským. Na území obce je chráněné ptačí území Medzibodrožie a národní přírodní rezervace Botiansky luh. 

## Symboly obce
Podle heraldického rejstříku má obec následující symboly, které přijaty 3. listopadu 1995. Na znaku obce je motiv podle otisku pečetidla z roku 1787.

### Znak
V zeleném štítě stříbrný čáp se zlatým zobákem a černým peřím na křídlech a ocase, držící zlatý kámen.

### Vlajka
Vlajka má podobu pěti podélných pruhů bílého, černého, zeleného, žlutého, bílého v poměru 2:2:2:2:2. Vlajka má poměr stran 2:3 a ukončena je třemi cípy, tj. dvěma zástřihy, sahajícími do třetiny jejího listu.